# Ein Abend mit Freddy
Ein Abend mit Freddy ist das erste Livealbum des österreichischen Schlagersängers Freddy Quinn, das 1965 in den Musiklabels Stern Musik und Polydor (Nummer 237 450) erschien. Es errang den siebten Platz in den deutschen Albumcharts. Inhalt waren Liveaufnahmen der großen Europa-Tournee Junge, komm bald wieder zu Beginn des Jahres 1965 mit dem Medium-Terzett und dem Orchester von Johannes Fehring.

## Titelliste
Das Album beinhaltet folgende 17 Titel:
Seite 1
1. So ein Tag, so wunderschön wie heute
2. Heimweh
3. Die Gitarre und das Meer
4. Im Wilden Westen
5. Dear Old Joe
6. In The Wild, Wild West
7. Zirkusluft
8. Circus-Twist
9. Manege frei

Seite 2
1. El Rancho Grande
2. Yo vendo unos ojos negros
3. Cielito Lindo
4. Alo-Ahé
5. Rolling Home
6. Heimweh nach St. Pauli
7. Junge, Komm Bald Wieder
8. Das gibt’s nur auf der Reeperbahn bei Nacht